# Eliseu Resende
Eliseu Resende (Oliveira, 7 de febrero de 1929 - São Paulo, 2 de enero de 2011) fue un ingeniero y político brasileño, miembro del Partido del Frente Liberal desde 1993.
Graduado como ingeniero en la Universidad Federal de Minas Gerais, donde ejerció la docencia. En 1979 el presidente João Baptista Figueiredo lo nombra Ministro de Transporte.
En 1995 fue elegido diputado por el estado de Minas Gerais. Consiguió la reelección en 1999 y en 2003. En las elecciones de 2006 se presentó al puesto de senador de Minas Gerais, cargo que mantendrá durante ocho años. Además fue ministro de Hacienda durante el gobierno de Itamar Franco.